# Margalef (Lérida)
Margalef es un despoblado español del municipio de Torregrosa, perteneciente a la provincia de Lérida, en la comunidad autónoma de Cataluña.

## Historia
Hacia mediados del siglo XIX, el lugar, ya por entonces perteneciente a Torregrosa, tenía contabilizada una población de veinticuatro habitantes. Aparece descrito en el undécimo volumen del Diccionario geográfico-estadístico-histórico de España y sus posesiones de Ultramar de Pascual Madoz con las siguientes palabras:

MARGALES: ald. y térm. desp. en la prov., part. jud. y dióc. de Lérida (2 leg.), aud. terr. y c. g. de Barcelona (33 horas), agregada á la jurisd. municipal de Torregrosa (1 hora corta). Antiguamente fué esta ald. pobl. bastante regular segun lo demuestran las ruinas de sus edificios, pero en la actualidad no conserva mas que 3 casas: sit. en una llanura sobre la carretera que dirige desde Lérida á Tarragona, y al pié de un vericueto; siendo el clima bastante benigno, propenso á las flecmasias: ademas de las 3 casas hay una capilla dedicada á San Bartolomé, anejo de la parr. de Puigvert, pagando los vec. al cura que pasa á decirles misa; varios pozos y una balsa, aprovechándose las aguas de esta última para beber los vec. Su term. se estiende una hora de N. á S. y 5/4 de E. á O., confinando por el N. con Alamus y Torregrosa; E. Torregrosa y Juneda; S. Puigvert, y O. Lérida por el término de Grealó; dentro de su circunferencia se levanta un cerro á cuyo pié hemos dicho se hallaban las casas, que se estiende con direccion de N. á S., en cuya punta se conservan 3 arcos y una torre de piedra, restos de una antiquísima igl., y entre estas ruinas y las casas que distan entre sí un tiro corto de fusil, se halla un pozo donde arrojaron los ladrones al malogrado diputado á Córtes Sr. Perpiñá, horriblemente asesinado por aquellos. Por la parte del O. tiene muy escelentes y abundantes pastos que aprovecha el ganado lanar trashumante. El terreno es todo secano y de muy buena calidad; crúzale la carretera que desde Lérida va á Tarragona, con varios ramales para Bell-lloch, Artesa y Torre Serona, existiendo junto á las casas sobre aquella una venta; reciben la correspondencia diariamente de Juneda por encargo mutuo que se hacen los interesados. prod.: trigo, cebada y aceite, y caza de calandrias, cogujadas, algunas churras, perdices, muy pocas liebres y muchos conejos, señaladamente en las ruinas de la igl. ind. un molino aceitero con una prensa. pobl.: 3 vec., 24 alm. riqueza imp.: 3,702 rs. contr. el 14'48 por 100 de esta riqueza.
(Madoz, 1848, p. 222)